# Lémnos (regionální jednotka)
Lémnos (řecky: Περιφερειακή ενότητα Λήμνου) je jednou z 5 regionálních jednotek kraje Severní Egeis v Řecku. Zahrnuje území obydlených ostrovů Lémnos a Agios Efstratios a menších okolních neobydlených ostrovů. Hlavním městem je Myrina. Břehy omývá Egejské moře.

## Administrativní dělení
Regionální jednotka Lémnos se od 1. ledna 2011 člení na 2 obce, které odpovídají hlavním obydleným ostrovům:

Administrativní dělení

| číslo na mapce | Obec             | řecky                  | rozloha (km²) | počet obyvatel | hustota zalidnění | sídlo obce       |
| -------------- | ---------------- | ---------------------- | ------------- | -------------- | ----------------- | ---------------- |
| 2              | Agios Efstratios | Δήμος Αγίου Ευστρατίου | 43,30         | 270            | 6,24              | Agios Efstratios |
| 3              | Lémnos           | Δήμος Λήμνου           | 476,00        | 16 992         | 35,70             | Myrina           |